# فیفا خیابانی
فیفا خیابانی (به انگلیسی: FIFA Street) نام اولین شماره از یک مجموعه بازی های ورزشی است که در سال ۲۰۰۵ میلادی توسط الکترونیک آرتز منتشر شد. الکترونیک آرتز این بازی را به عنوان یک بازی جانبی برای مجموعه بازی های فوتبال خود یعنی فیفا منتشر کرد.

همانطور که دیگر عناوین خیابانی بازی های ورزشی الکترونیک آرتز مانند ان بی ای خیابانی و ان اف ال خیابانی سعی می کردند همان جو ورزش ها و عناوین واقعی و شبیه ساز ورزشی را به یک محیط آرکید گونه منتقل کنند، فیفا خیابانی هم فوتبال شبیه ساز و واقعی را از مجموعه بازی های فیفا به یک محیط آرکید و خیابانی آورد.

فیفا خیابانی بر سه پایه استعداد و تکنیک، استیل بدنی و قوه نیرنگ بازیکنان تمرکز می کند؛ در حالی که در مجموعه بازی های فیفا بر کار تیمی و تاکتیک تیمی تاکید می شود.

در این بازی، بازیکنان شاخص و نام آشنای فوتبال مانند رونالدینیو و رونالدو به صورت چهار به چهار در زمین های کوچک خیابانی یا در داخل سالن با هم مسابقه می دهند و در این مسابقات چیزی که حرف اول را می زند تکنیک و خلاقیت فردی است، و نه کار تیمی.